# Memphis Invitational
O Memphis Invitational foi um torneio masculino de golfe profissional realizado em 1945 e 1946, no Chickasaw Golf Club.
O torneio de 1945 chamou atenção nacional, já que Byron Nelson havia vencido onze eventos consecutivos no PGA Tour e ia a doze vitórias em Memphis. O amador Fred Haas vence o torneio por cinco tacadas, com Nelson terminando em quarto lugar, a seis tacadas atrás do campeão.
- 1946 – Buck White[1]
- 1945 – Fred Haas (a)[2]